# Milwaukee (rivière)
Pour les articles homonymes, voir Milwaukee (homonymie).
La Milwaukee (en anglais : Milwaukee River) est une rivière de l'État du Wisconsin, aux États-Unis. Elle mesure 167 kilomètres de long et est un affluent du lac Michigan. Son bassin hydrologique est de 2 280 km2